# Ирина Дукина
Ирина Дукина (на гръцки: Ειρήνη Δούκαινα; * ок. 1066; † 19 февруари 1133 или 1138 г.) е византийска императрица, съпруга на император Алексий I Комнин, майка на Йоан II Комнин и Анна Комнина.

## Произход
Ирина Дукина е родена около 1066 г. Дъщеря е на Андроник Дука и Мария Българска. Бащата на Ирина е племенник на император Константин X, а майка ѝ Мария е внучка на българския цар Иван Владислав.

## Брак с Алексий I Комнин
През 1078 г. 11-годишната Ирина Дукина е омъжена за Алексий. Поради това семейството ѝ го подкрепя в борбата му за престола след абдикацията на Никифор III Вотаниат.
След възкачването на Алексий на престола, майка му Анна Даласина, която е отявлен враг на семейство Дука, опитва да убеди сина си да се разведе с младата Ирина и да се ожени за Мария Аланска, съпруга на предишните императори – Михаил VII Дука и Никифор III Вотаниат. Ирина не е допусната до церемонията по коронацията на Алексий. Семейството ѝ обаче принуждава патриарх Козма I да коронова Ирина, което става една седмица след коронацията на Алексий I Комнин. Анна Даласина е принудена да признае случилото се, но за сметка на това тя си отмъщава на патриарха, като подкрепя замяната му с патриарх Евстратий Гарида.
Ирина Дукина и Алексий I Комнин имат девет деца:
- Анна Комнина (* 2 декември 1083)[4]
- Мария Комнина (* 19 февруари 1085)[4][5]
- Йоан II Комнин (* 13 септември 1087)[4]
- Андроник Комнин (* 18 септември 1091)[4][6]
- Исак Комнин (* 16 януари 1093)[4]
- Евдокия Комнина (* 14 януари 1094)[4][7]
- Теодора Комнина (* 15 януари 1096)[4][8]
- Мануил Комнин (* февруари 1097; † 16 май 1097)[9]
- Зоя Комнина (* март 1098; † 17 септември 1098)[2]

Анна Комнина описва майка си като красива и изключително грациозна жена:
| „                              | Тя бе подобна на стройно, вечно цъфтящо растение. Частите на тялото ѝ хармонираха една с друга, разширявайки се или стеснявайки се където трябва. Приятно беше да гледаш Ирина и да слушаш речта ѝ: наистина слухът не се насищаше от звученето на гласа ѝ, а взорът – на нейния вид. Лицето ѝ излъчваше лунна светлина. То не бе съвършено обло както у асирийките, нито продълговато както у скитските жени, а съвсем леко отстъпваше от идеалната форма на кръга. По бузите ѝ се разливаше руменина, та на оногова, който я съзерцаваше отдалеко, се чинеше, че те са осеяни с рози. Сините Иринини очи гледаха с приятност и заедно с това – страшно; тяхната красота привличаше погледа, а затаената в тях заплаха те караше да замижиш; прочее онзи, който се взираше в Ирина, не би могъл нито да се отвърне, ни да продължи да я гледа. Аз не зная дали в действителност е съществувала възпятата от древни поети и писатели Атина, но често се случваше да слушам как хората си говорят и препредават следното: не би бил далеко от истината този, който по него време би нарекъл василисата Атина, явила се в човешки облик или слязла от небето, окръжена от небесно сияние и ослепителен блясък. Едно нейно още по-удивително качество, неприсъщо на никоя друга жена, беше, че тя би могла с едиинствен поглед да смири дързостта у мъжете и да вдъхне мъжество у хората, обхванати от страх. Устните ѝ бяха предимно склопени и – мълчалива – тя наистина напомняше одухотворена статуя на красотата, живо изваяние на хармонията. По време на разговора ѝ нейната ръка, движейки се в ритъма на думите, се оголваше до лакътя, та изглеждаше, сякаш някой майстор е изваял от слонова кост тази ръка и пръстите ѝ. Зениците на нейните очи напомняха спокойно море и светеха със синевата на морските дълбини. Бялото около тия зеници блестеше, издавайки неотразима прелест и предоставяйки неотрозима наслада. Такъв бе образът на Ирина... | “ |
| Из „Алексиада“ от Анна Комнина | |   |

Ирина Дукина е доста срамежлива и отбягва излишна публичност, предпочитайки да се занимава с домакинска работа. Императрицата е изключително набожна, увлича се по агиографската литература и прави чести дарения на църквата.
Въпреки че в началото на управлението си Алексий Комнин поддържа връзка с Мария Аланска, по-късно той и Ирина се привързват силно един към друг. Ирина Дукина често придружава съпруга си по време на походите му. По време на тези от 1107 и 1112 г. Ирина дори полага грижи за съпруга си, който страда от подагра. Освен това Анна Комнина споменава, че майка ѝ често информира Алексий за заговорите, които се организират зад гърба му. Според някои причина за това, че императрицата често придружава съпруга си в походите му, е че Алексий няма толкова голямо доверие на съпругата си, че да я остави да се разпорежда сама в Константинопол. Въпреки това, когато Ирина Дукина остава сама в столицата, тя управлява като регент на Алексей заедно с Никифор Вриений, съпруг на дъщеря ѝ Анна.

## Смъртта на Алексий
Императрица Ирина се опитва да внуши на съпруга си да посочи за свои наследници Никифор и Анна за сметка на по-малкия си син Йоан. Никита Хониат, който описва Ирина Дукина по-скоро като заядлива опърничева жена отколкото като любяща съпруга, споменава, че в старанието си да види дъщеря си на престола Ирина не пропускала възможност да оклевети сина си Йоан, изкарвайки го безразсъден, порочен и безхарактерен. Алексий обаче, планирайки да създаде стабилна династия чрез сина си, не обръща внимание на Ирина, изтъквайки, че е зает с по-важни проблеми, а понякога, изгубвайки самообладание, дори я хокал, че му внушава такива неща.
Това не отказва императрица и на смъртния одър на Алексий през 1118 г. Ирина до последно се опитва да убеди Алексий да посочи Никифор и Анна за наследници на престола. Алексий обаче вече обещал престола на сина, и когато Йоан взел от баща си пръстена му с печат, разгневената Ирина го обвинила в предателство и кражба. Така след смъртта на Алексий на престола, против волята на Ирина, се възкачва Йоан II. Малко след това Ирина Дукина и дъщеря ѝ Анна организират заговор срещу Йоан, но са разобличени и са заточени в манастира Света Богородица Кехаритоменска. Там Ирина е оставена да води спокоен живот. Бившата императрица продължава да се занимава с благотворителност, възпитава млади момичета и води лична кореспонденция с Теофилакт Охридски.
Ирина Дукина умира на 19 февруари 1133 или 1138 г., но най-вероятно това е станало през 1133 г.